# G-Maru Edition
G-Maru Edition (ジーまるえでぃしょん., G-Maru Edition.) est un manga de Mizuki Kawashita. Il a été prépublié entre mai 2010 et décembre 2012 dans le magazine Jump SQ. 19 de Shueisha et a été compilé en un total de deux tomes. La version française est éditée en intégralité par Tonkam.

## Synopsis
Kaburagi Aruto est une jeune lycéenne qui rêve de devenir auteure de manga shōjo. Mais elle découvre avec horreur qu'elle est en fait destinée à devenir un auteur de manga érotique à succès (grâce à un robot venant du futur, nommé G-Maru, qui est également son plus grand fan).

## Liste des volumes
| no | Japonais        | Japonais          | Français       | Français          |
| no | Date de sortie  | ISBN              | Date de sortie | ISBN              |
| --- | --------------- | ----------------- | -------------- | ----------------- |
| 1 | 2 décembre 2011 | 978-4-08-870346-6 | 6 février 2013 | 978-2-7595-0983-6 |
| Liste des chapitres : - Ch. 1 : G-Maru fait son entrée ! - Ch. 2 : Paradoxe temporel ?! - Ch. 3 : G-Maru va au lycée ! - Ch. 4 : Aruto va chez Karin ! - Ch. 5 : Aruto est assistante ! - Ch. 6 : Créons un club de manga ! - Ch. 7 : On est allés au Comiket ! - Ch. 8 : Les amanojakos, snack du futur ! - Ch. 9 : Zippe-moi jusque là-bas ! - Supplément : Les secrets de la naissance de G-Maru Edition |                 |                   |                |                   |
| 2 | 4 février 2013  | 978-4-08-870562-0 | 26 juin 2013   | 978-2-7595-1035-1 |
| Liste des chapitres : - Ch. 10 : La police de l'espace-temps débarque ! - Ch. 11 : L'entrée en scène de Pentab, une fille venue du futur - Ch. 12 : Les ambitions du robot professeur à domicile ! - Ch. 13 : Le premier amour d'Aruto ! - Ch. 14 : Aruto veut devenir une battante ?! - Ch. 15 : Aruto and co vont dans le futur - Dernier chapitre : Adieu G-Maru ?!                                      |                 |                   |                |                   |